# Mùa bão Tây Bắc Thái Bình Dương 2012
Mùa bão Tây Bắc Thái Bình Dương 2012 là một sự kiện mà theo đó các xoáy thuận nhiệt đới hình thành ở vùng phía tây bắc của Thái Bình Dương. Mùa bão sẽ kéo dài trong suốt năm 2012 với phần lớn các cơn bão hình thành từ tháng 5 đến tháng 11. Bài viết này chỉ đề cập đến các cơn bão hình thành trong phạm vi của Thái Bình Dương ở Bắc Bán Cầu và từ kinh tuyến 100 đến 180 độ. Trong khu vực tây bắc Thái Bình Dương, có 2 cơ quan khí tượng hoạt động độc lập nhau, nên một cơn bão có thể có 2 tên gọi khác nhau. JMA sẽ đặt tên cho một cơn bão khi sức gió duy trì trong vòng 10 phút đạt ít nhất 65 km/h, (40 mph) bất kỳ nơi đây trong vùng đã đề cập trên. Trong Khi đó, PAGASA sẽ đặt tên cho một cơn bão khi nó hình thành từ một áp thấp nhiệt đới trong phạm vi giám sát của họ giữa 135°Đ và 115°Đ và giữa 5°B-25°B thậm chí JMA đã đặt tên cho nó. Các áp thấp nhiệt đới được JTWC theo dõi và đặt tên có ký tự "W" phía trước một con số.

## Các cơn bão

### Áp thấp nhiệt đới 01W
Cấp bão (Việt Nam): cấp 7 - áp thấp nhiệt đới.
Cấp bão (Nhật Bản): 30 hải lý / 1 giờ - áp thấp nhiệt đới. Áp suất:1004 mbar (hPa).
Cấp bão (Hoa Kỳ): 25 hải lý / 1 giờ - áp thấp nhiệt đới.

### Bão Pakhar - Bão số 1
Cấp bão (Việt Nam): cấp 9 - bão nhiệt đới.
Cấp bão (Nhật Bản): 50 hải lý / 1 giờ - bão nhiệt đới dữ dộidội  Áp suất:985 mbar (hPa).
Cấp bão (Hoa Kỳ): 60 hải lý / 1 giờ - bão nhiệt đới.

### Bão Sanvu
Cấp bão (Việt Nam): cấp 12 - bão nhiệt đới dữ dội.
Cấp bão (Nhật Bản): 60 hải lý / 1 giờ - bão nhiệt đới dữ dội. Áp suất:975 mbar (hPa).
Cấp bão (Hoa Kỳ): 80 hải lý / 1 giờ - bão cuồng phong cấp 1.

### Bão Mawar (Ambo)
Cấp bão (Việt Nam): cấp 13 - bão cuồng phong.
Cấp bão (Nhật Bản): 75 hải lý / 1 giờ - bão cuồng phong. Áp suất:960 mbar (hPa).
Cấp bão (Hoa Kỳ): 105 hải lý / 1 giờ - bão cuồng phong cấp 3.

### Bão Guchol (Butchoy)
Cấp bão (Việt Nam): cấp 16 - bão cuồng phong.
Cấp bão (Nhật Bản): 100 hải lý / 1 giờ - bão cuồng phong. Áp suất:930 mbar (hPa).
Cấp bão (Hoa Kỳ): 130 hải lý / 1 giờ - siêu bão cấp 4.

### Bão Talim (Carina) - Bão số 2
Cấp bão (Việt Nam): cấp 9 ~ cấp 10 - bão nhiệt đới dữ dội.
Cấp bão (Nhật Bản): 50 hải lý / 1 giờ - bão nhiệt đới dữ dội. Áp suất:985 mbar (hPa).
Cấp bão (Hoa Kỳ): 50 hải lý / 1 giờ - bão nhiệt đới.

### Bão Doksuri (Dindo) - Bão số 3
Cấp bão (Việt Nam): cấp 8 - bão nhiệt đới.
Cấp bão (Nhật Bản): 40 hải lý / 1 giờ - bão nhiệt đới. Áp suất:992 mbar (hPa).
Cấp bão (Hoa Kỳ): 40 hải lý / 1 giờ - bão nhiệt đới.

### Bão Khanun (Enteng)
Cấp bão (Việt Nam): cấp 10 - bão nhiệt đới dữ dội.
Cấp bão (Nhật Bản): 50 hải lý / 1 giờ - bão nhiệt đới dữ dội. Áp suất:985 mbar (hPa).
Cấp bão (Hoa Kỳ): 55 hải lý / 1 giờ - bão nhiệt đới.

### Bão Vicente (Ferdie) - Bão số 4
Cấp bão (Việt Nam): cấp 13 ~ cấp 14 - bão cuồng phong.
Cấp bão (Nhật Bản): 80 hải lý / 1 giờ - bão cuồng phong. Áp suất:950 mbar (hPa).
Cấp bão (Hoa Kỳ): 120 hải lý / 1 giờ - bão cuồng phong cấp 4.

### Bão Saola (Gener)
Cấp bão (Việt Nam): cấp 13 - bão cuồng phong.
Cấp bão (Nhật Bản): 70 hải lý / 1 giờ - bão cuồng phong. Áp suất:960 mbar (hPa).
Cấp bão (Hoa Kỳ): 90 hải lý / 1 giờ - bão cuồng phong cấp 2.

### Bão Damrey
Cấp bão (Việt Nam): cấp 12 ~ cấp 13 - bão cuồng phong.
Cấp bão (Nhật Bản): 70 hải lý / 1 giờ - bão cuồng phong. Áp suất:965 mbar (hPa).
Cấp bão (Hoa Kỳ): 80 hải lý / 1 giờ - bão cuồng phong cấp 1.

### Bão Haikui
Cấp bão (Việt Nam): cấp 11 ~ cấp 12 - bão nhiệt đới dữ dội.
Cấp bão (Nhật Bản): 65 hải lý / 1 giờ - bão cuồng phong. Áp suất:965 mbar (hPa).
Cấp bão (Hoa Kỳ): 65 hải lý / 1 giờ - bão cuồng phong cấp 1.

### Bão Kirogi
Cấp bão (Việt Nam): cấp 9 ~ cấp 10 - bão nhiệt đới dữ dội.
Cấp bão (Nhật Bản): 50 hải lý / 1 giờ - bão nhiệt đới dữ dội. Áp suất:990 mbar (hPa).
Cấp bão (Hoa Kỳ): 45 hải lý / 1 giờ - bão nhiệt đới.

### Bão Kai-tak (Helen) - Bão số 5
Cấp bão (Việt Nam): cấp 11 ~ cấp 12 - bão nhiệt đới dữ dội.
Cấp bão (Nhật Bản): 65 hải lý / 1 giờ - bão cuồng phong. Áp suất:970 mbar (hPa).
Cấp bão (Hoa Kỳ): 65 hải lý / 1 giờ - bão cuồng phong cấp 1.

### Bão Tembin (Igme) - Bão số 6
Cấp bão (Việt Nam): cấp 13 ~ cấp 14 - bão cuồng phong.
Cấp bão (Nhật Bản): 80 hải lý / 1 giờ - bão cuồng phong. Áp suất:950 mbar (hPa).
Cấp bão (Hoa Kỳ): 115 hải lý / 1 giờ - bão cuồng phong cấp 4.

### Bão Bolaven (Julian)
Cấp bão (Việt Nam): cấp 16 - bão cuồng phong.
Cấp bão (Nhật Bản): 100 hải lý / 1 giờ - bão cuồng phong. Áp suất:910 mbar (hPa).
Cấp bão (Hoa Kỳ): 125 hải lý / 1 giờ - bão cuồng phong cấp 4.

### Bão Sanba (Karen)
Cấp bão (Việt Nam): cấp 17 - bão cuồng phong.
Cấp bão (Nhật Bản): 110 hải lý / 1 giờ - bão cuồng phong. Áp suất:900 mbar (hPa).
Cấp bão (Hoa Kỳ): 150 hải lý / 1 giờ - siêu bão cấp 5.
- Sanba là siêu bão mạnh nhất trên thế giới trong năm 2012.

### Bão Jelawat (Lawin)
Cấp bão (Việt Nam): cấp 17 - bão cuồng phong.
Cấp bão (Nhật Bản): 110 hải lý / 1 giờ - bão cuồng phong. Áp suất:905 mbar (hPa).
Cấp bão (Hoa Kỳ): 140 hải lý / 1 giờ - siêu bão cấp 5.
- Jelawat là siêu bão có sức gió 10 phút ngang ngửa với siêu bão Sanba.

### Bão Ewiniar
Cấp bão (Việt Nam): cấp 10 - bão nhiệt đới dữ dội.
Cấp bão (Nhật Bản): 50 hải lý / 1 giờ - bão nhiệt đới dữ dội. Áp suất:985 mbar (hPa).
Cấp bão (Hoa Kỳ): 55 hải lý / 1 giờ - bão nhiệt đới.

### Bão Maliksi
Cấp bão (Việt Nam): cấp 9 ~ cấp 10 - bão nhiệt đới dữ dội.
Cấp bão (Nhật Bản): 50 hải lý / 1 giờ - bão nhiệt đới dữ dội. Áp suất:985 mbar (hPa).
Cấp bão (Hoa Kỳ): 45 hải lý / 1 giờ - bão nhiệt đới.

### Bão Gaemi (Marce) - Bão số 7
Cấp bão (Việt Nam): cấp 10 - bão nhiệt đới dữ dội.
Cấp bão (Nhật Bản): 50 hải lý / 1 giờ - bão nhiệt đới dữ dội. Áp suất:990 mbar (hPa).
Cấp bão (Hoa Kỳ): 55 hải lý / 1 giờ - bão nhiệt đới.

### Bão Prapiroon (Nina)
Cấp bão (Việt Nam): cấp 14 ~ cấp 15 - bão cuồng phong.
Cấp bão (Nhật Bản): 90 hải lý / 1 giờ - bão cuồng phong. Áp suất:940 mbar (hPa).
Cấp bão (Hoa Kỳ): 105 hải lý / 1 giờ - bão cuồng phong cấp 3.

### Bão Maria
Cấp bão (Việt Nam): cấp 10 - bão nhiệt đới dữ dội.
Cấp bão (Nhật Bản): 50 hải lý / 1 giờ - bão nhiệt đới dữ dội. Áp suất:990 mbar (hPa).
Cấp bão (Hoa Kỳ): 55 hải lý / 1 giờ - bão nhiệt đới.

### Bão Sơn-Tinh (Ofel) - Bão số 8
Cấp bão (Việt Nam): cấp 15 - bão cuồng phong.
Cấp bão (Nhật Bản): 85 hải lý / 1 giờ - bão cuồng phong. Áp suất:945 mbar (hPa).
Cấp bão (Hoa Kỳ): 110 hải lý / 1 giờ - bão cuồng phong cấp 3.

### Áp thấp nhiệt đới 25W
Cấp bão (Việt Nam): cấp 7 - áp thấp nhiệt đới.
Cấp bão (Nhật Bản): 30 hải lý / 1 giờ -áp thấp nhiệt đới. Áp suất:945 mbar (hPa).
Cấp bão (Hoa Kỳ): 25 hải lý / 1 giờ - áp thấp nhiệt đới.

### Bão Bopha (Pablo) - Bão số 9
Cấp bão (Việt Nam): cấp 16 - bão cuồng phong.
Cấp bão (Nhật Bản): 100 hải lý / 1 giờ - bão cuồng phong. Áp suất:930 mbar (hPa).
Cấp bão (Hoa Kỳ): 140 hải lý / 1 giờ - siêu bão cấp 5.
- Bopha là một cơn bão bất thường bởi vị trí và cường độ. Vào ngày 3 tháng 12 Bopha đạt cường độ siêu bão cấp 5 trong thang bão Saffir-Simpson, tại một vị trí có vĩ độ thấp bất thường 7.4°B. Trước đó chỉ có duy nhất một cơn bão đạt cường độ bão cấp 5 tại vị trí có vĩ độ thấp hơn là bão Louise năm 1964; 7,3°B[1]. Ngoài ra, Bopha còn là cơn bão mạnh nhất tấn công Mindanao từng được ghi nhận, và nó đã trở thành một trong những cơn bão thảm khốc nhất trong lịch sử Philippines.

### Bão Wukong (Quinta) - Bão số 10
Cấp bão (Việt Nam): cấp 8 ~ cấp 9 - bão nhiệt đới.
Cấp bão (Nhật Bản): 40 hải lý / 1 giờ - bão nhiệt đới. Áp suất:998 mbar (hPa).
Cấp bão (Hoa Kỳ): 35 hải lý / 1 giờ - bão nhiệt đới.

## Tên gọi của bão

### Tên quốc tế
Các xoáy thuận nhiệt đới được đặt tên theo danh sách bên dưới do Trung tâm khí tượng khu vực chuyên biệt ở Tokyo, Nhật Bản, khi một xoáy thuận đạt đến độ mạnh của bão. Các tên gọi do các thành viên của ESCAP/WMO Typhoon Committee đề xuất. Mỗi nước trong số 14 nước và vùng lãnh thổ thành viên đưa ra 10 tên gọi, được sử dụng theo thứ tự ABC, bằng tên tiếng Anh của quốc gia đó..
| - Pakhar (1201) - Sanvu (1202) - Mawar (1203) - Guchol (1204) - Talim (1205) | - Doksuri (1206) - Khanun (1207) - Vicente (1208) - Saola (1209) - Damrey (1210) | - Haikui (1211) - Kirogi (1212) - Kai-tak (1213) - Tembin (1214) - Bolaven (1215) | - Sanba (1216) - Jelawat (1217) - Ewiniar (1218) - Maliksi (1219) - Gaemi (1220) | - Prapiroon (1221) - Maria (1222) - Son-Tinh (1223) - Bopha (1224) - Wukong (1225) |

### Tên địa phương của Philippine

Khi một xoáy thuận nhiệt đới đi vào khu vực PAGASA theo dõi sẽ được đặt tên bằng danh sách tên bão riêng của họ

Cơ quan Pagasa sử dụng chương trình đặt tên riêng của mình cho cơn bão nhiệt đới trong khu vực theo dõi của họ. Pagasa đặt tên cho áp thấp nhiệt đới đã hình thành trong khu vực theo dõi của mình và bất kỳ cơn bão nhiệt đới có thể di chuyển vào khu vực theo dõi của họ. Nên danh sách các tên trong năm đó bị sử dụng hết, tên sẽ được lấy từ một danh sách phụ trợ, các bão đầu tiên được xuất bản mỗi năm trước khi mùa bão bắt đầu. Tên còn lập lại (chưa bị khai tử) từ danh sách này sẽ được sử dụng một lần nữa trong mùa bão năm 2016. Đây là danh sách tương tự được sử dụng trong mùa bão 2008 ngoại trừ Carina và Ferdie được thay thế bằng tên Cosme và Frank. Tên mà chưa được sử dụng hay sẽ sử dụng được đánh dấu  màu xám (chưa sử dụng)
| - Ambo (1203) - Butchoy (1204) - Carina (1205) - Dindo (1206) - Enteng (1207) | - Ferdie (1208) - Gener (1209) - Helen (1213) - Igme (1214) - Julian (1215) | - Karen (1216) - Lawin (1217) - Marce (1220) - Nina (1221) - Ofel (1223) | - Pablo (1224) - Quinta (1225) - Rolly (chưa sử dụng) - Siony (chưa sử dụng) - Tonyo (chưa sử dụng) | - Ulysses (chưa sử dụng) - Vicky (chưa sử dụng) - Warren (chưa sử dụng) - Yoyong (chưa sử dụng) - Zosimo (chưa sử dụng) |

Danh sách phụ trợ

| - Alakdan (chưa sử dụng) - Baldo (chưa sử dụng) | - Clara (chưa sử dụng) - Dencio (chưa sử dụng) | - Estong (chưa sử dụng) - Felipe (chưa sử dụng) | - Gardo (chưa sử dụng) - Heling (chưa sử dụng) | - Ismael (chưa sử dụng) - Julio (chưa sử dụng) |

### Số hiệu cơn bão tại Việt Nam
Ở Việt Nam một cơn bão được đặt số hiệu khi nó đi vào vùng thuộc phạm vi theo dõi của Trung tâm Dự báo Khí tượng Thủy văn Trung ương được xác định trên biển Đông phía Tây kinh tuyến 120 độ kinh Đông và phía bắc vĩ tuyến 10 độ vĩ Bắc. Số hiệu của bão được đặt theo số thứ tự xuất hiện của nó trong năm ví dụ: Bão số 1, bão số 2,...
Dưới đây là các cơn bão đã được Trung tâm Dự báo Khí tượng Thủy văn Trung ương Việt Nam đặt số hiệu trong năm 2012: (kèm vùng đổ bộ)
| - Bão số 1 (Pakhar) (đổ bộ vào TP.Hồ Chí Minh) - Bão số 2 (Talim) (đổ bộ Đài Loan) - Bão số 3 (Doksuri) (đổ bộ Nam Trung Quốc) - Bão số 4 (Vicente) (đổ bộ Nam Trung Quốc rồi vào Cao Bằng) - Bão số 5 (Kai-tak) (đổ bộ Quảng Ninh) - Bão số 6 (Tembin) (đổ bộ Đài Loan) - Bão số 7 (Gaemi) (đổ bộ Bình Định) - Bão số 8 (Sơn Tinh) (đổ bộ phía Bắc tỉnh Thái Bình) - Bão số 9 (Bopha) (tan ở Giữa biển Đông) - Bão số 10 (Wukong) (tan ở Nam biển Đông) |